# Ночь живых мертвецов
«Ночь живых мертвецов» (англ. Night of the Living Dead) — классический фильм ужасов, снятый независимым режиссёром Джорджем Ромеро. Премьера фильма состоялась 2 октября 1968 года в Питтсбурге. В 1999 году лента была включена в Национальный реестр фильмов. В 1990 году был снят ремейк фильма.

## Сюжет
Когда брат Джонни и сестра Барбара в одном американском городишке посещают могилу своего отца, на них нападает мужчина, который по походке и внешности напоминает ходячего мертвеца, грязный и в истрёпанном рваном костюме. Борясь с ним, Джонни неудачно падает на надгробие и разбивает себе голову. Барбара в панике убегает. Когда её машина ломается, она баррикадируется в маленьком фермерском домике. Она натыкается на ужасный труп в доме, а когда выглядывает в окно, видит множество двигающихся, словно марионетки, людей, которые собираются перед домом. Вскоре к ней присоединяется чернокожий Бен, у которого кончился бензин. Он сразу же приступает к делу: забивает досками окна и двери. Барбара в это время пребывает в состоянии шока. Вскоре выясняется, что они не одни в доме: в подвале забаррикадировались Гарри и Хелен. Рядом с ними маленькая дочь Карен, которую укусил мертвец и она находится в бреду, а также молодая пара Том и Джуди. Посредством радио они узнают, что мистические массовые убийства приняли масштаб национального бедствия. Источником воскрешения является радиоактивность вернувшегося с Венеры космического аппарата.
Между Гарри и Беном происходит конфликт: Гарри считает, что безопаснее спрятаться в подвале, в то время как Бен видит больше шансов остаться в живых, находясь в доме и имея возможность наблюдения за происходящим. Гарри не получает поддержки и закрывается в подвале. Однако, позднее, Гарри и Хелен выйдут из подвала, чтобы со всеми просмотреть телевизионное обращение, в котором будет сказано об организованных властями убежищах для выживших. У них созревает опасный план: достать бензин для автомобиля, окруженного живыми мертвецами, и попытаться достичь убежища. Гарри использует горючую смесь, чтобы отпугнуть мертвецов. Бен с горящим факелом в руках, Том и Джуди пробиваются к автомобилю и пытаются заправить его. Во время заправки Том и Бен допускают роковую ошибку: бензин возгорается и поджигает автомобиль. Том отгоняет его подальше от бензоколонки, но не успевает покинуть его: вместе с Джуди они взрываются. Их обгоревшие тела служат пищей для мертвецов. С боем Бен возвращается в дом. Гарри препятствует ему. Бену приходится вынести дверь силой. Мертвецы окружают дом и нападают на него, прорываясь через баррикады. Бену приходится выпустить оружие, чтобы удержать мертвецов. Гарри поднимает оружие и угрожает им Бену. В драке Бен смертельно ранит Гарри. Гарри спускается в подвал и умирает под столом, на котором лежит мертвая Карен. Хелен пытается удерживать вторую дверь. Одному из мертвецов удается схватить Хелен, и он пытается задушить её. Ей на помощь приходит Барбара, а освободившаяся Хелен пытается спастись в подвале. Там она видит маленькую Карен, ставшую живым мертвецом, питающуюся плотью своего отца. Окровавленная Карен нападает на свою мать и убивает её. Барбара отбивается от мертвецов и замечает среди них своего брата Джонни. Он хватает свою сестру и затягивает её в толпу мертвецов. Проломив преграды, мертвецы проникают в дом. Карен хватает Бена за руку и пытается его укусить, но ему удается оттолкнуть её, после чего он пытается скрыться в подвале. Плотно закрыв дверь, он спускается и обнаруживает трупы Хелен и Гарри. Они оживают, и он убивает их, стреляя в голову и не позволяя подняться. Мертвецам не удается добраться до подвала.
На следующее утро все заканчивается. Бригада из полицейских и добровольцев проводит зачистку местности от живых мертвецов, для чего они стреляют им в голову и сжигают тела. Находясь в подвале, Бен слышит выстрелы и собачий лай. Он выходит из подвала и выглядывает из окна с целью оглядеться. Один из участников бригады обращает внимание на шум и замечает движение в окне. Он принимает Бена за живого мертвеца и по указанию шерифа убивает его выстрелом в голову. Шериф хвалит стрелка за отличный выстрел.
На фоне финальных титров труп Бена выносят из дома и сжигают вместе с другими телами.

## В ролях
- Дуэйн Джонс — Бен
- Джудит О’Ди — Барбара
- Карл Хардман[нем.] — Гарри
- Мерилин Истман[нем.] — Хелен
- Кит Уэйн[англ.] — Том
- Джудит Ридли — Джуди
- Кира Шон[нем.] — Карен
- Рассел Штрайнер — Джонни
- Билл Хинцман — упырь

## Производство

### Подготовка
По словам Ромеро, на создание фильма его вдохновил роман Ричарда Мэтисона «Я — легенда». Вопреки распространённому мнению, что основой фильма послужила книга Джона Руссо «Ночь живых мертвецов», фильм снят по оригинальному сценарию Ромеро и Руссо, а роман, вышедший в 1974 году, является всего лишь новеллизацией сценария.
Первая версия сценария фильма называлась «Киношка о монстрах» и была выдержана в комедийном ключе. Сюжет рассказывал о дружбе инопланетян-подростков с населением Земли.

### Подбор актёров и съёмки
Съёмки фильма проходили с июня по декабрь 1967 года под рабочим названием «Ночь Анубиса» (англ. Night of Anubis), а затем — «Ночь пожирателей плоти» (англ. Night of the Flesh Eaters).
Ромеро задумывал снимать фильм в цвете, но из-за малого бюджета он был снят чёрно-белым на 35-миллиметровую кинокамеру. Лишь в 2005 году фильм был полностью перенесён в цвет.
Ввиду малого бюджета фильма актёров подбирали из местных театров. Главную роль исполнил Дуэйн Джонс, актёр питтсбургского театра. Дуэйн Джонс не стал использовать реплики, полагающиеся ему по сценарию: вместо этого он сам их написал. Мэрилин Истман же переделала всю сцену в подвале.
Для костюмов зомби использовались поношенные вещи из секонд-хэнда, а грим для зомби представлял собой воск из похоронного бюро. Людям, изображавшим зомби, было заплачено по одному доллару и вручена футболка с надписью «Я был зомби в картине „Ночь живых мертвецов“».
Для изображения крови в фильме использовался шоколадный сироп «Боско» (англ. Bosco Chocolate Syrup). Компания-дистрибьютор Walter Reade's Continental Films сначала требовала вырезать кровавые сцены, но впоследствии больше не предъявляла требований.

### Выпуск
Многие студии, в том числе и Columbia Pictures, отказались дистрибьютировать фильм. За распространение фильма взялась Walter Reade Organization [en] при условии, что название «Ночь пожирателей плоти» будет заменено на «Ночь живых мертвецов».
В связи с тем, что авторские права на фильм не были вовремя зарегистрированы, чего в то время требовало американское законодательство, фильм оказался в общественном достоянии.

## Реакция
Фильм стал настоящим хитом проката в кинотеатрах под открытым небом.